# Clubiona fuzhouensis
Clubiona fuzhouensis är en spindelart som beskrevs av Gong 1985. Clubiona fuzhouensis ingår i släktet Clubiona och familjen säckspindlar. Inga underarter finns listade i Catalogue of Life.